# Rozpoznávání gest
Rozpoznávání gest je výpočetní proces sloužící k identifikaci pohybů lidského těla a interpretaci těchto signálů, čehož dosahuje pomocí matematických algoritmů. Pojem označuje schopnost počítače porozumět gestům a vykonat odpovídající úkony dle daného zaznamenaného gesta. Jedná se o rozvíjející se oblast informatiky a počítačové vědy. Proces má uplatnění v různých sférách a oborech, jako jsou interakce člověka a počítače, virtuální realita, automatizace domácností, zdravotnictví, herní průmysl a další.

## Metody rozpoznávání gest
Existují dva základní způsoby pro identifikaci gest:
Metoda založená na obraze (vision-based) využívá principy pro zpracování obrazu a videa a aplikuje analýzu tvaru, pohybu a textury. Systémy fungující na základě senzorů (sensor-based) zpravidla používají kombinaci hardwarových senzorů a algoritmů, které zpracovávají signály. Obsahují inerciální měřící jednotku (IMU), snímače ohybu a tlakové senzory.

## Technologie pro detekci gest
Pro zachycování gest je využívána řada různých vstupních zařízení.
Založené na obraze
- Standardní kamera – Výhodou dané kamery je jednoduchost zprovoznění zařízení, nevýhodou je nízká spolehlivost.[5]
- Stereo kamera – Skládá se ze 2 čoček s izolovaným snímačem, který napodobuje lidské zrakové vnímání a vzniká tak 3D efekt.[6] Stereo kamery disponují lepší robustností ve venkovním prostředí.[7]
- Hloubkové senzory – Tyto senzory mají několik výhod ve srovnání s tradičními stereo kamerami. Do této kategorie například spadá ToF kamera (time-of-flight camera), jejíž předností je vyšší snímkovací frekvence. Omezením je ovšem to, že rozlišení kamery silně závisí na síle světla a odrazu. Dalším příkladem daného typu je Microsoft Kinect, hloubkový senzor infračerveného světla, který je hojně využíván v zábavním průmyslu, sektoru vzdělávání a výzkumu. [5]

Nositelná elektronika

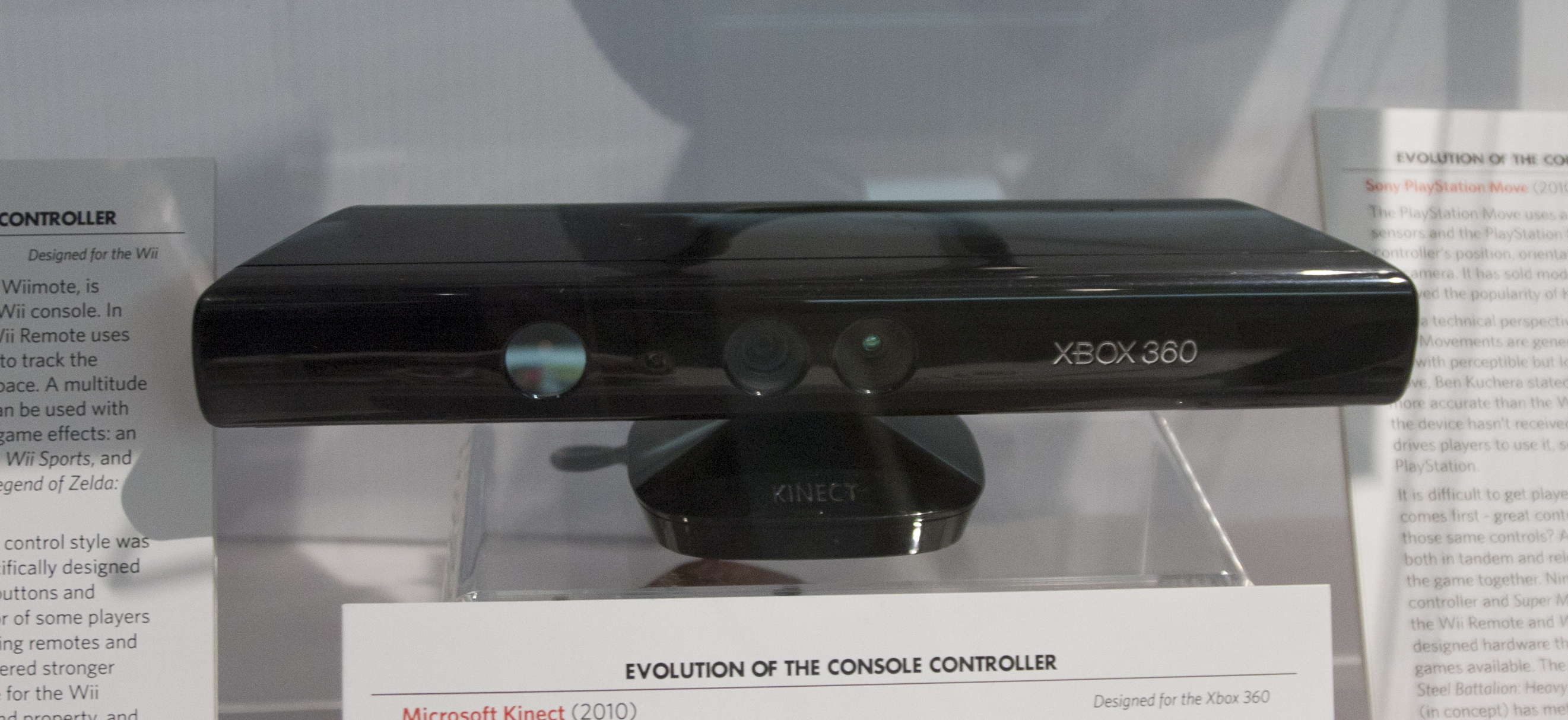
Microsoft Kinect

- Rukavice – Často využívané zařízení pro rozpoznávání gest. Zpravidla vyžadují drátové připojení, akcelerometry a gyroskopy. Mezi jejich výhody patří rychlá odezva a přesnost, nevýhodu je naopak zátěž a diskomfort pro uživatele.[7]
- Pásy –  Pásové senzory jsou využívány na náramcích nebo jiných zařízeních nositelné elektroniky. Tyto senzory umožňují propojení s bezdrátovou technologií a elektromyografickým (EMG) typem zařízení, čímž se eliminuje potřeba kabelů.[5]

## Algoritmy
Některými přístupy, které jsou běžně používané pro rozeznávání gest jsou algoritmus k-nejbližších sousedů, support vector machines (SVM) a metoda dynamického borcení času (DTW). Jedním z nejvyužívanějších je pak Skrytý Markovův model (HMM). Jedná se o techniku, která zahrnuje efektivní algoritmy pro učení a rozpoznávání, jimiž je Baumův–Welchův algoritmus a Viterbiho algoritmus pro vyhledávání.